# Родогуна Парфийская
Родогуна (II век до н. э.) — супруга Деметрия II Никатора, правителя государства Селевкидов. Она была дочерью Митридата I, царя Парфии (171—132 годы до н. э.) и сестрой Фраата II, царя Парфии (132—127 годы до н. э.).

## Биография
В 138 году до н. э. Родогуна вышла замуж за селевкидского царя Деметрия II Никатора (правившего в 146—139 и 129—126 годах до н. э.), которого тогда держал в заключении в Гиркании на берегу Каспийского моря её брат, и за это время у них родилось несколько детей.
Во время их брака Деметрий II временно был заложником при парфянском дворе после своей злополучной военной кампании в Вавилонии.
Согласно рассказу Полиэна, Родогуна, узнав о восстании во время подготовки к своему купанию, поклялась не мыться и не расчёсывать волосы, пока бунт не будет подавлен. Она немедленно отправилась в бой, выехав во главе своей армии. Она успешно руководила сражением и впоследствии изображалась на печатях персидских царей с длинными растрёпанными волосами из-за её верности своему обету. Этот случай также упоминается в древнегреческом трактате анонимного автора «De Mulieribus», в котором эта история развивается дальше эту историю, описывая её образ в виде золотой статуи с волосами, изображёнными наполовину заплетёнными, наполовину распущенными. Также Родогуна упоминается Аппианом Александрийским.
Предположительно, Родогуна была брошена в 129 году до н. э., когда Деметрий II, после многочисленных неудачных попыток бежать из Парфии, был отправлен обратно в Антиохию во время вторжения в Парфию брата Деметрия, Антиоха VII Сидета.

## Память
В 1644 году Пьер Корнель написал трагедию «Родогуна». Впоследствии эту пьесу дважды переводили на русский язык: Я. Б. Княжнин («Родогуна». — М., 1788) и Е. Барышев («Родогонда». — СПб., 1881).